# Lijst van zegels van Amerikaanse deelgebieden
Dit artikel bevat een lijst van zegels van Amerikaanse deelgebieden. De Verenigde Staten bestaan uit vijftig staten die elk een eigen zegel hebben. Die zijn hieronder weergegeven. Daarnaast zijn er nog andere deelgebieden die ook een eigen zegel hebben. Deze zijn ook in dit artikel weergegeven.

## Zegels van staten

Alabama Zegel
Alaska Zegel
Arizona Zegel
Arkansas Zegel
Californië: Zegel
Colorado Zegel
Connecticut Zegel
Delaware
Florida
Georgia
Hawaï
Idaho
Illinois
Indiana
Iowa
Kansas: Zegel
Kentucky: Zegel
Louisiana
Maine: Zegel
Maryland
Massachusetts: Zegel
Michigan: Zegel
Minnesota: Zegel
Mississippi: Zegel
Missouri: Zegel
Montana: Zegel
Nebraska: Zegel
Nevada: Zegel
New Hampshire
New Jersey
New Mexico
New York: Zegel
North Carolina
North Dakota
Ohio
Oklahoma
Oregon
Pennsylvania
Rhode Island: Zegel
South Carolina: Zegel
South Dakota: Zegel
Tennessee: Zegel
Texas: Zegel
Utah: Zegel
Vermont: Zegel
Virginia: Zegel
Washington: Zegel
West Virginia: Zegel
Wisconsin: Zegel
Wyoming: Zegel

## Zegel van het Hoofdstedelijk District

Washington D.C.

## Zegels van overige gebiedsdelen

Amerikaans-Samoa
Guam
Puerto Rico
Amerikaanse Maagdeneilanden
Noordelijke Marianen